# 沃季亞涅 (索洛涅區)
48°2′8″N 34°42′25″E / 48.03556°N 34.70694°E
沃季亞涅（烏克蘭語：Водяне）是烏克蘭中部的村莊，隸屬第聶伯羅彼得羅夫斯克州的第聶伯羅區。該村處於托瓦里西基特魯德附近，海拔高度91米，2001年人口221。